# 布罗基耶
布罗基耶（法語：Broquiers，法語發音：[bʁɔkje]）是法国瓦兹省的一个市镇，属于博韦区。

## 地理
布罗基耶（49°39'35"N, 1°49'47"E）面积2.92 平方千米，位于法国上法蘭西大區瓦兹省，该省份为法国北部内陆省份，北起索姆省，西接厄尔省和滨海塞纳省，南至塞纳-马恩省和瓦兹河谷省，东临埃纳省。
与布罗基耶接壤的市镇（或旧市镇、城区）包括：弗基耶尔、莫利安、圣阿尔努、萨尔屈、罗梅斯康普。

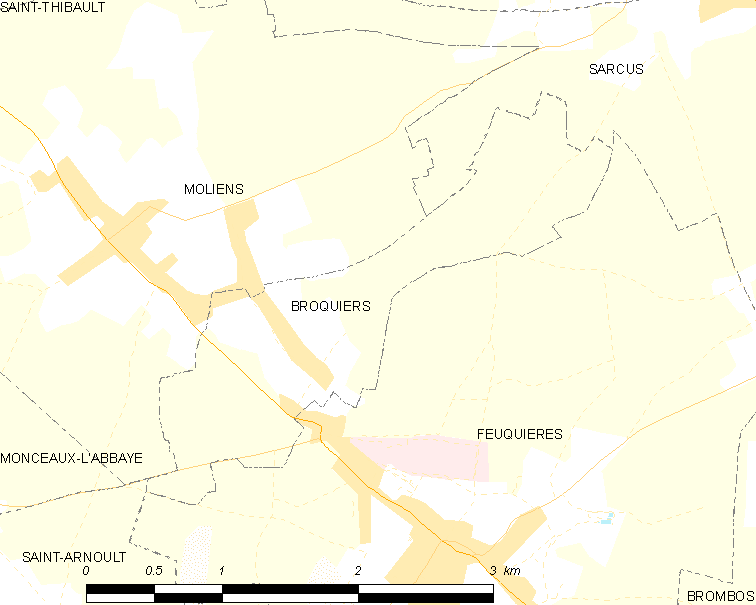
布罗基耶的OSM定位图

布罗基耶的时区为UTC+01:00、UTC+02:00（夏令时）。

## 行政
布罗基耶的邮政编码为60220，INSEE市镇编码为60110。

## 政治
布罗基耶所属的省级选区为格朗维利耶县。

## 人口

1962-2008年间布罗基耶人口变化图示

布罗基耶于2022年1月1日时的人口数量为238人。